# Michaił Konstantinow
Michaił Pietrowicz Konstantinow, ros. Миха́ил Петро́вич Константи́нов (ur. 22 października?/4 listopada 1900 w Usmaniu, zm. 30 maja 1990 w Leningradzie) – radziecki generał pułkownik, Bohater Związku Radzieckiego (1945).

## Życiorys
Do Armii Czerwonej wstąpił w maju 1919. Uczestniczył w wojnie domowej w Rosji jako dowódca plutonu na froncie południowym oraz w Turkiestanie. W 1920 skończył borysoglebskie kursy kawalerii, a w 1922 szkołę kawalerii w Orenburgu.
W 1926 i 1935 odbył podyplomowe kursy dowódców kawalerii w Nowoczerkasku, a w 1943 w Akademii Sztabu Generalnego Sił Zbrojnych ZSRR im. K. Woroszyłowa w Moskwie. W latach 1930–1932 kierownik szkoły pułkowej 80 pułku ułanów Turkiestanu, w kwietniu-maju 1931 w jego składzie walczył z basmaczami. Od II 1932 do IX 1933 szef sztabu 79 pułku ułanów, później dowódca 41 pułku górskiej kawalerii. VII 1937 – IX 1938 zastępca dowódcy i dowódca 20 dywizjonu górskiej kawalerii, później dowódca 18 dywizjonu. 4 VI 1940 mianowany generałem majorem.
Od marca 1941 dowódca 6 Dywizji Kawalerii Kozaków im. Siemiona Budionnego. Na tym stanowisku od czerwca 1941 walczył na z Niemcami, został ciężko ranny w okolicach Mińska. Do września 1942 dowodził jednostkami partyzantki radzieckiej na Białorusi, następnie do lutego 1943 studiował w Akademii Wojskowej im. Woroszyłowa, po czym został dowódcą 19 Korpusu Kawalerii i na tym stanowisku, a od lipca 1943 jako zastępca dowódcy Frontu Stepowego, wziął udział w bitwie pod Kurskiem. X 1943 został dowódcą 7 Korpusu Kawalerii i wziął udział w bitwie nad Dnieprem. W 1944 roku dowodząc 7 Gwardyjskim Korpusem Kawalerii przeszedł szlak bojowy od Homla do Rzeczycy, a 1945 od Wisły do Odry, uczestnicząc w walkach z armią niemiecką o Chełm, o uchwycenie przyczółka w rejonie Kazimierza Dolnego, Tomaszów Mazowiecki, Pabianice, Sieradz, Kalisz i  Jarocin. Wspólnie z polską 2 Dywizją Artylerii i innymi oddziałami Armii Czerwonej brał udział w okrążeniu i rozbiciu w rejonie Trzebiatowa znacznych sił niemieckiech. 26 VII 1944 mianowany generałem porucznikiem. IV-V 1945 brał udział w szturmie na Berlin.
Po zakończeniu działań wojennych pozostał dowódcą korpusu, a od grudnia 1945 był w dyspozycji dowódcy kawalerii Armii Czerwonej Siemiona Budionnego. W końcu maja 1947 roku został mianowany szefem 2 Dywizji Zarządu Szkolenia Bojowego Planowania Armii Radzieckiej. W okresie VII 11948 – VII 1951 kierownik 2 roku głównego działu Wojskowej Akademii im. Frunzego w Moskwie, następnie zastępca dowódcy, a od lipca 1952 – dowódca Północnej Grupy Wojsk stacjonującej w Polsce. Od kwietnia 1955 I zastępca dowódcy Leningradzkiego Okręgu Wojskowego. 18 II 1958 mianowany generałem pułkownikiem, w 1964 przeszedł na emeryturę.

## Ordery i odznaczenia
- Złota Gwiazda (6 kwietnia 1945)
- Order Lenina (trzykrotnie)
- Order Czerwonego Sztandaru (czterokrotnie)
- Order Suworowa II stopnia (1944)
- Order Czerwonej Gwiazdy (trzykrotnie, w tym w 1935)
- Order Wojny Ojczyźnianej I klasy (11 marca 1985)
- Medal „Za zwycięstwo nad Niemcami w Wielkiej Wojnie Ojczyźnianej 1941–1945”
- Medal „Za zdobycie Berlina”
- Medal „100-lecia urodzin Lenina”
- Medal jubileuszowy „Dwudziestolecia zwycięstwa w Wielkiej Wojnie Ojczyźnianej 1941–1945”
- Medal jubileuszowy „Trzydziestolecia zwycięstwa w Wielkiej Wojnie Ojczyźnianej 1941–1945”
- Medal jubileuszowy „Czterdziestolecia zwycięstwa w Wielkiej Wojnie Ojczyźnianej 1941–1945”
- Medal jubileuszowy „30 lat Armii Radzieckiej i Floty”
- Medal jubileuszowy „40 lat Sił Zbrojnych ZSRR”
- Medal jubileuszowy „50 lat Sił Zbrojnych ZSRR”
- Medal jubileuszowy „60 lat Sił Zbrojnych ZSRR”
- Medal jubileuszowy „70 lat Sił Zbrojnych ZSRR”